# VIPKID
VIPKID는 5-12세 어린이 전문 글로벌 영어 교육 기업이다. 미국과 캐나다의 북미 원어민 교사와 25분 1:1 화상통화를 통해 완전 몰입식 어린이 화상 영어 교육을 제공한다. 굳이 유학을 가지 않아도 VIPKID를 통해 전통 미국식 영어 커리큘럼을 접하고 공부할 수 있는 길을 열어준 것이다. VIPKID는 세계를 시장으로 '공유경제' 모델을 도입했다. 시간당 비용을 지불하며 수업료의 절반 가량이 교사에게 돌아간다. 2013년 설립 당시 교사 20명, 학생 200여 명에서 5년 만에 50만 유료 회원과 6만 명의 우수한 외국인 강사를 확보한 '슈퍼학교'로 거듭났다. 세계의 교육자원을 효율적으로 활용하고 또 유통한다고 평가받고 있다. 현재 세계 32개 국가 및 지역으로 시장도 확대했다.

## VIPKID 설립자
중국 허베이성에서 태어나 Cindy Mi는 13세기가 되어서야 영어를 배우기 시작했다. 또래 친구들에 비해 늦게 배우기 시작하였다. 그러나 Cindy Mi의 언어적 재능은 남달랐다. 그는 당시 대학생이였던 삼촌 리우청에게 방학 때마다 교습을 받고, 그 이외 시간엔 독학을 통해 영어를 열심히 하였다. 영어에 대한 사랑은 그 누구보다 컸다. 삼촌이 대학을 졸업하고 영어교습소를 열자 미원쥐안은 집을 떠나 삼촌이 있는 하얼빈의 중학교에 들어갔는데, 당시 Cindy Mi의 영어 실력은 삼촌의 영어교습소에서 또래 아이들을 가르칠 만큰 성장해 있었다. 그녀는 초기에는 삼촌과 영어교육업체를 창업했다. 그 와중에도 그녀의 관심사는 ABC 어린이 영어교육기구에 맞춰져 있었다. 그녀는 당시 수입이 억대로 올라선 회사의 경영을 위해 장강경영대학원에서 MBA 과정을 밟던 중 'VIPKID' 창업의 단서를 얻었다. Cindy Mi는 삼촌과 떨어져 독립을 하기로 결정하였다. Cindy Mi는 '중국 아이들에게 가장 적합한 교육 방식을 찾아주고 싶다.'라고 생각하여 VIPKID 창업을 시작하였다. 그녀는 미국 경제 매체 '포브스'가 발표한 차세대 아시아 여성 기업인 25명 중 한 명으로 선정되었다.

## VIPKID 학습시스템
VIPKID는 과학적이고 체계적인 학습방법을 활용하여 아이의 몰입도와 학습효과를 최대로 올린다. 수업방식은 다음과 같다.
1. 우선 수업 시작 전에, 예습 비디오(애니메이션+선생님들 실제 동영상)를 시청한다. 이를 통해 이해도와 자신감을 높일 수 있다.(7~8분)
2. 1대 1 정규수업을 한다. 1대1 수업으로 집중도를 높일 수 있고, 다양한 노래 및 게임 등의 콘텐츠를 활용하여 몰입도를 높일 수 있다.(25분)
3. 수업이 마무리 된 후 온라인 숙제와 교재를 통한 복습으로 학습 효과를 높인다.(20분)

## VIPKID 교사
VIPKID는 교사 선발을 중요시한다. VIPKID의 CEO Cindy Mi는 "교사 선별 과정을 거쳐 지원자의 5%만이 교사로 채용된다"고 강조했다. VIPKID의 교사 선발과정은 이렇다. 최소 대학 학위 이상을 소지하고, 1년 이상 학생을 가르친 경험이 있는 사람들을 교사로 뽑는다. 또한 미국 아이비리그 등 전세계 명문 대학을 졸업한 교사들로 구성되어있다. 몇몇의 교사를 소개하려고 한다.
- Logan M

현재 Qusar international, LLC의 CEO 세계경제포럼 공동 창립자 겸 북미 매스 센터장이다. "저는 부모님들이 아이들에게 외국어를 선물할 수 있다고 믿습니다."라고 말했다.
- Ashleigh H

코스타리카의 열약한 환경의 학교에서 언어 지식이 매우 부족한 아이들을 가르친 경력과 더불어, 캐나다 및 미국에서 다양한 영어 캠프를 통해 아이들을 가르친 경험을 보유하고 있다.
- Jessica R

특수 교육과를 부전공으로 학사 학위 취득 및 2007년 교사 자격증 취득, 6년의 초등학교 교사 경력을 보유하고 있다.